# Jean Augustin Carrié de Boissy
Pour les articles homonymes, voir Carrié et Boissy.
Jean Augustin Carrié de Boissy, né le 7 juillet 1764 à Entraygues-sur-Truyère dans l'Aveyron et mort le 9 juillet 1848 à Saint-Martin-de-Bavel dans l'Ain, est un général de brigade du Premier Empire.

## Biographie

### Du sous-lieutenant au colonel
Jean Augustin Carrié de Boissy entre au service comme sous-lieutenant dans la gendarmerie dite « de Lunéville » le 16 juin 1782 et n'en sort qu'à l'époque du licenciement de ce corps, le 1er avril 1788. Rentré dans ses foyers, il demeure pendant deux ans hors des rangs de l'armée avant d'être rappelé à l'activité comme capitaine dans le 1er bataillon de volontaires de l'Aveyron le 1er mai 1790. Renonçant aux prérogatives de son grade pour servir dans l'arme qu'il a choisie dès son début dans la carrière, il passe le 31 mai 1792, en qualité de sous-lieutenant, dans la cavalerie de la Légion du Centre, devenue 20e régiment de chasseurs à cheval, et fait la campagne de 1792 à l'armée du Nord. Lieutenant le 22 juillet 1793, et capitaine le même jour, il fait les guerres de 1793, an II et an III à l'armée des Ardennes, et reçoit à l'affaire de Bouillon (Belgique) deux blessures au bras droit et une autre à la cuisse droite.
Chef d'escadron le 22 ventôse an III, il passe à l'armée de Sambre-et-Meuse, et est blessé de nouveau le 26 prairial an IV d'un coup de sabre à l'épaule droite à l'affaire de Mutterstadt. Prisonnier de guerre le 21 thermidor suivant au combat de Forchheim, il est échangé quelque temps après, et fait les campagnes des ans V à IX à l'armée du Rhin. Blessé d'un coup de sabre à la main droite au combat de Frankenstein, il est nommé chef de brigade au 1er régiment de chasseurs à cheval le 15 floréal an VIII, et passe en cette qualité le 13 frimaire an IX, dans le 13e régiment de cavalerie, devenu 22e de dragons. Membre de la Légion d'honneur le 19 frimaire an XII, le colonel Carrié, qui tient alors garnison à Schelestadt, fait partie avec une portion de son régiment de l'expédition envoyée au mois de ventôse suivant à Ettenheim, pour y arrêter le duc d'Enghien. Il reçoit la croix d'officier de la Légion d'honneur le 25 prairial de la même année.

### Général de l'Empire
Il fait ensuite les campagnes de l'an XIV à 1807 en Autriche (1805), en Prusse (1806) et en Pologne (1807) avec la 2e division de dragons de la réserve de cavalerie de la Grande Armée. Il reçoit la croix de commandant de la Légion d'honneur le 4 nivôse an XIV et est nommé électeur du département de l'Aveyron. Il est promu général de brigade par décret impérial du 4 avril 1807. Attaché en cette qualité à la division dans laquelle il sert déjà, il se fait remarquer de nouveau à la bataille de Friedland où il est blessé à la joue droite. Baron de l'Empire en 1810, il fait la campagne d'Espagne et de Portugal de 1808 à 1812. Blessé à la poitrine à Alba de Tormes en 1811, il est fait prisonnier le 22 juillet 1812 à la bataille de Salamanque après avoir reçu cinq blessures dont deux sur la tête, une à la main droite qui le prive du mouvement de l'index, une autre au bras gauche et la dernière entre les deux épaules.

### Fin de carrière
Rentré en France au mois de juin 1814, après le retour des Bourbons, il est mis en non-activité. Louis XVIII lui accorde la croix de Saint-Louis la même année. Le 29 mars 1815, Napoléon Ier confie à Carrié de Boissy le commandement du département de l'Aveyron. Pendant les Cent-Jours, il est élu le 14 mai 1815 membre de la Chambre des représentants par l'arrondissement d'Espalion (Aveyron). Il conserve ces fonctions jusqu'à la seconde rentrée des Bourbons, est admis à la retraite le 6 octobre 1815 et meurt le 9 juillet 1848.

## Décorations
- Légion d'honneur :
  - Légionnaire (19 frimaire an XII : 11 décembre 1803), puis,
  - Officier (25 prairial an XII : 14 juin 1804), puis,
  - Commandant de la Légion d'honneur (4 nivôse an XIV) ;
- Ordre royal et militaire de Saint-Louis :
  - Chevalier (1814).

## Armoiries
| Figure | Blasonnement |
|        | Armes du baron Carrié de Boissy et de l'Empire (décret du 15 août 1809, lettres patentes du 26 avril 1810 (Compiègne)) Écartelé au premier d'or au croissant d'azur, surmonté de deux étoiles du même ; au deuxième des barons tirés de l'armée ; au troisième de gueules au casque en abyme d'argent ; accompagné de deux branches de laurier du même ; au quatrième d'or au lion léopardé de sable. , Livrées : les couleurs de l'écu. |